# Fayl-Billot
Fayl-Billot, zeitweise Fayl-la-Forêt, ist eine französische Gemeinde im Département Haute-Marne in der Region Grand Est. Sie gehört zum Arrondissement Langres und zum Kanton Chalindrey. Die Bewohner werden Fayl-Billotins und Fayl-Billotines genannt.

## Geografie
Die Gemeinde Fayl-Billot liegt auf dem Plateau von Langres, etwa 25 Kilometer südöstlich der Stadt Langres am namengebenden Flüsschen Fayl.

## Bevölkerungsentwicklung
| Jahr      | 1962 | 1968 | 1975 | 1982 | 1990 | 1999 | 2010 | 2018 |
| Einwohner | 1409 | 1418 | 1741 | 1592 | 1511 | 1419 | 1436 | 1311 |

## Wirtschaft
Inmitten eines 50 Hektar großen Anbaugebietes der Korbweide gelegen, das 1670 von einem Mönch begründet wurde, bestimmen die Korbflechterei (Korbmöbel und Körbe) und andere kleinere Handwerksbetriebe die Wirtschaftskraft von Fayl-Billot. Als Zentrum des französischen Korbflechterhandwerks besitzt die Gemeinde seit 1906 eine Korbflechterschule, die einzige in Frankreich, die École nationale d'Osiériculture et de Vannerie, an der sich Korbflechter auch anderer europäischer Länder ausbilden lassen. Ihre Blütezeit erlebte die Korbflechterei in Fayl-Billot im 18. und 19. Jahrhundert.

## Sehenswürdigkeiten
- Katholische Kirche Notre-Dame, 1864 von Charles Godard und Antoine-Gaetan Guérinot erbaut
- Ehemalige Pfarrkirche aus dem 16. Jahrhundert, seit 1942 als Monument historique klassifiziert
- Ausstellungsräume mit Korbflechtwaren in der Korbflechterschule

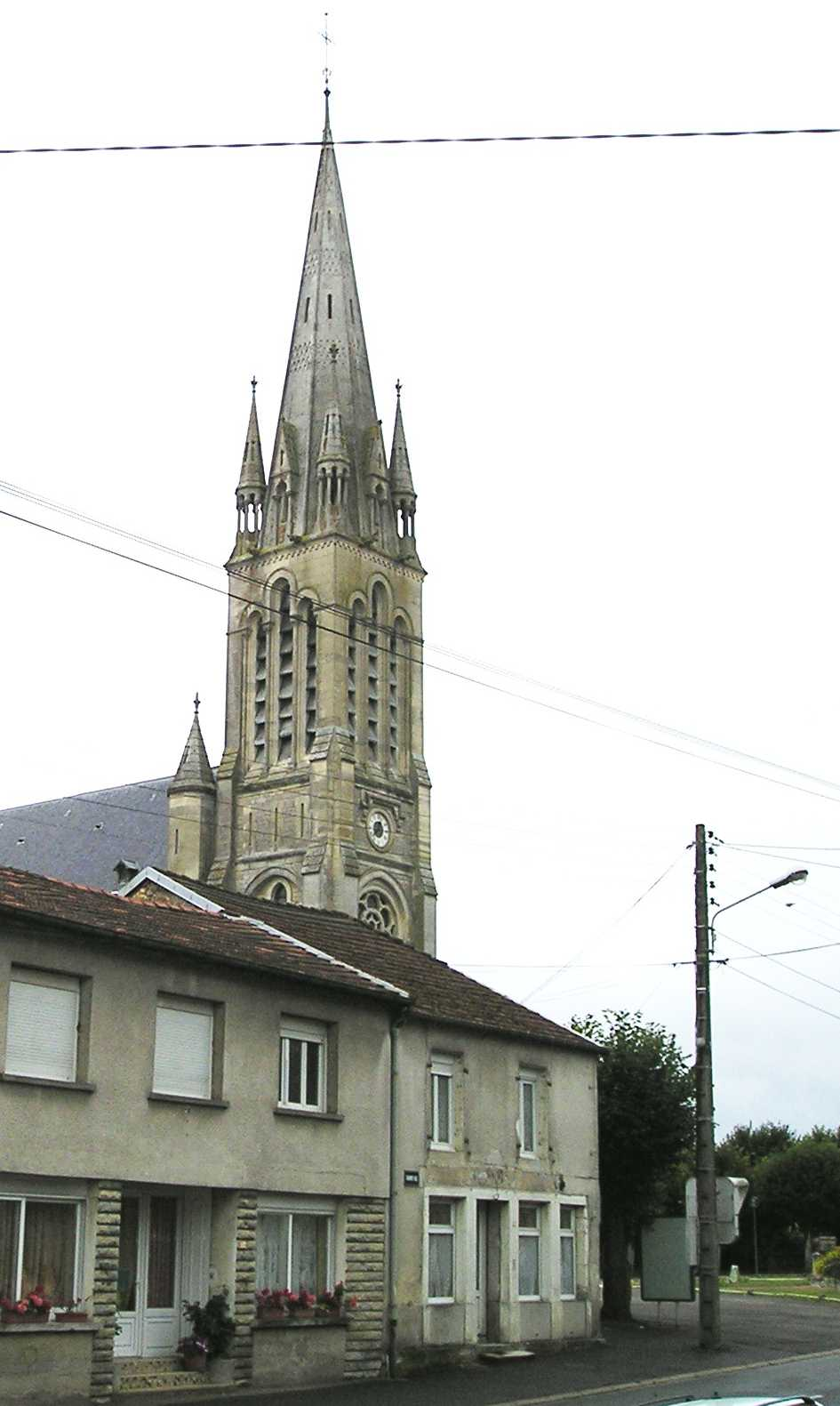
Kirche Notre Dame
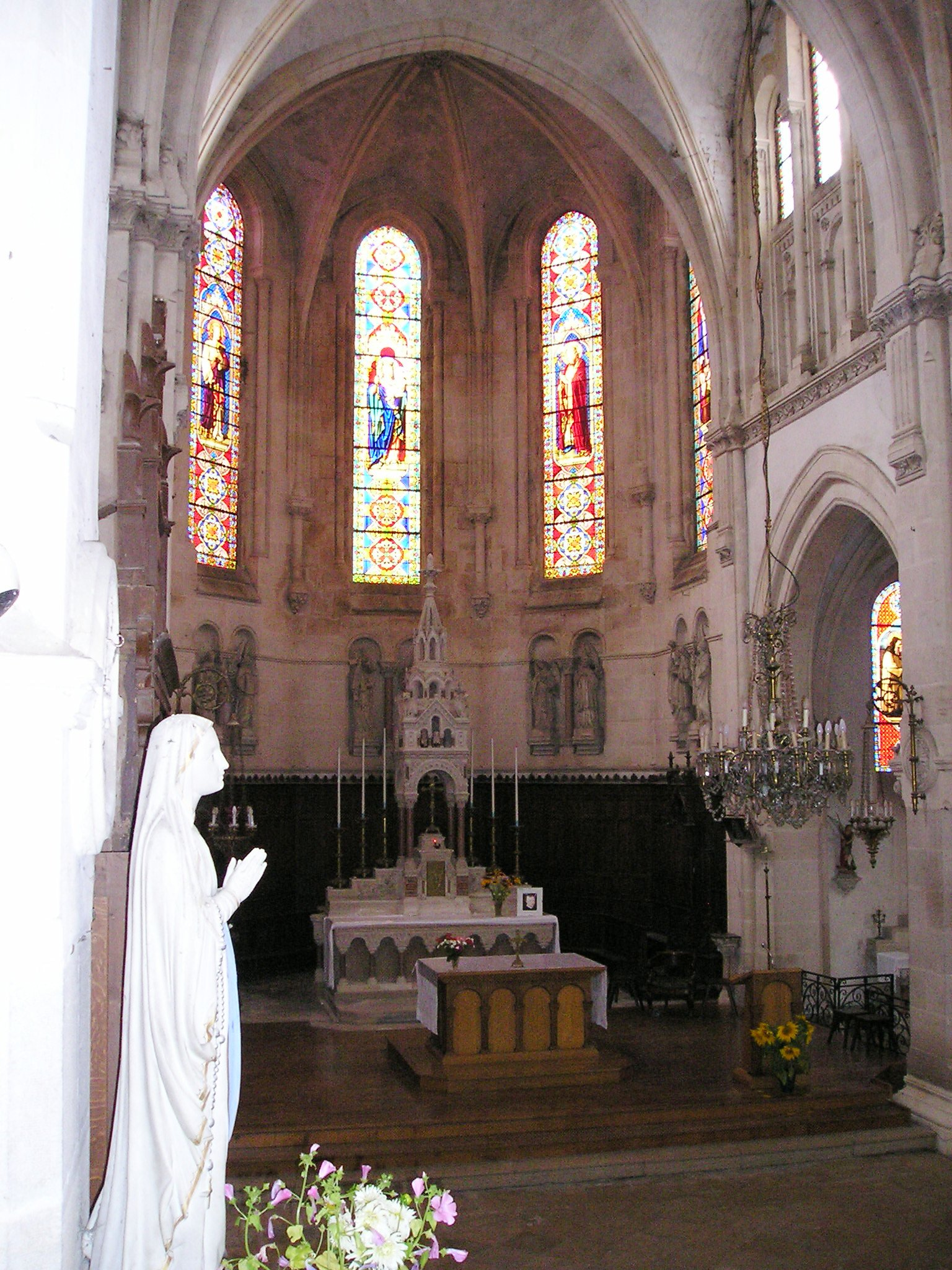
Innenansicht der Kirche
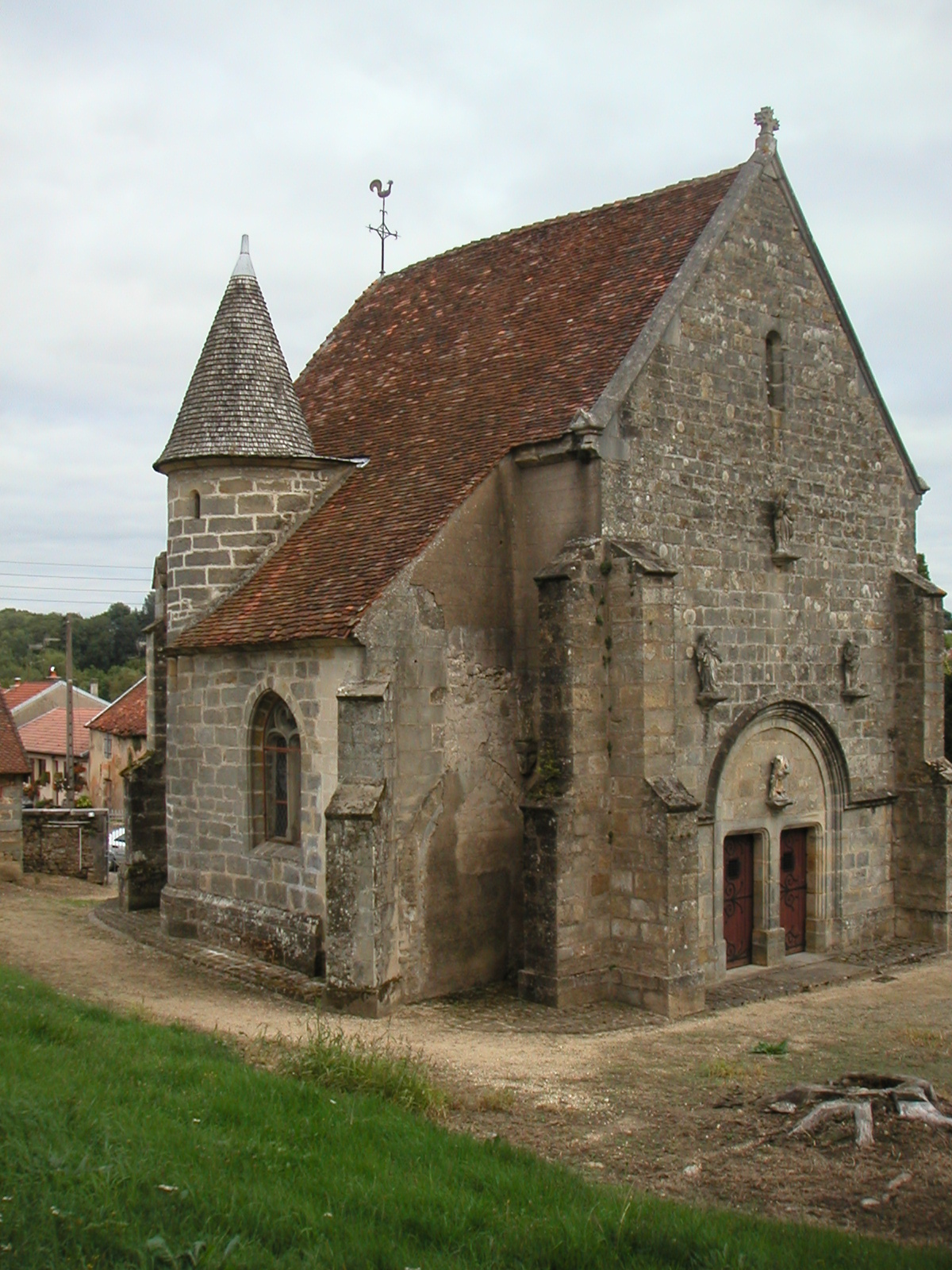
Ehemalige Pfarrkirche
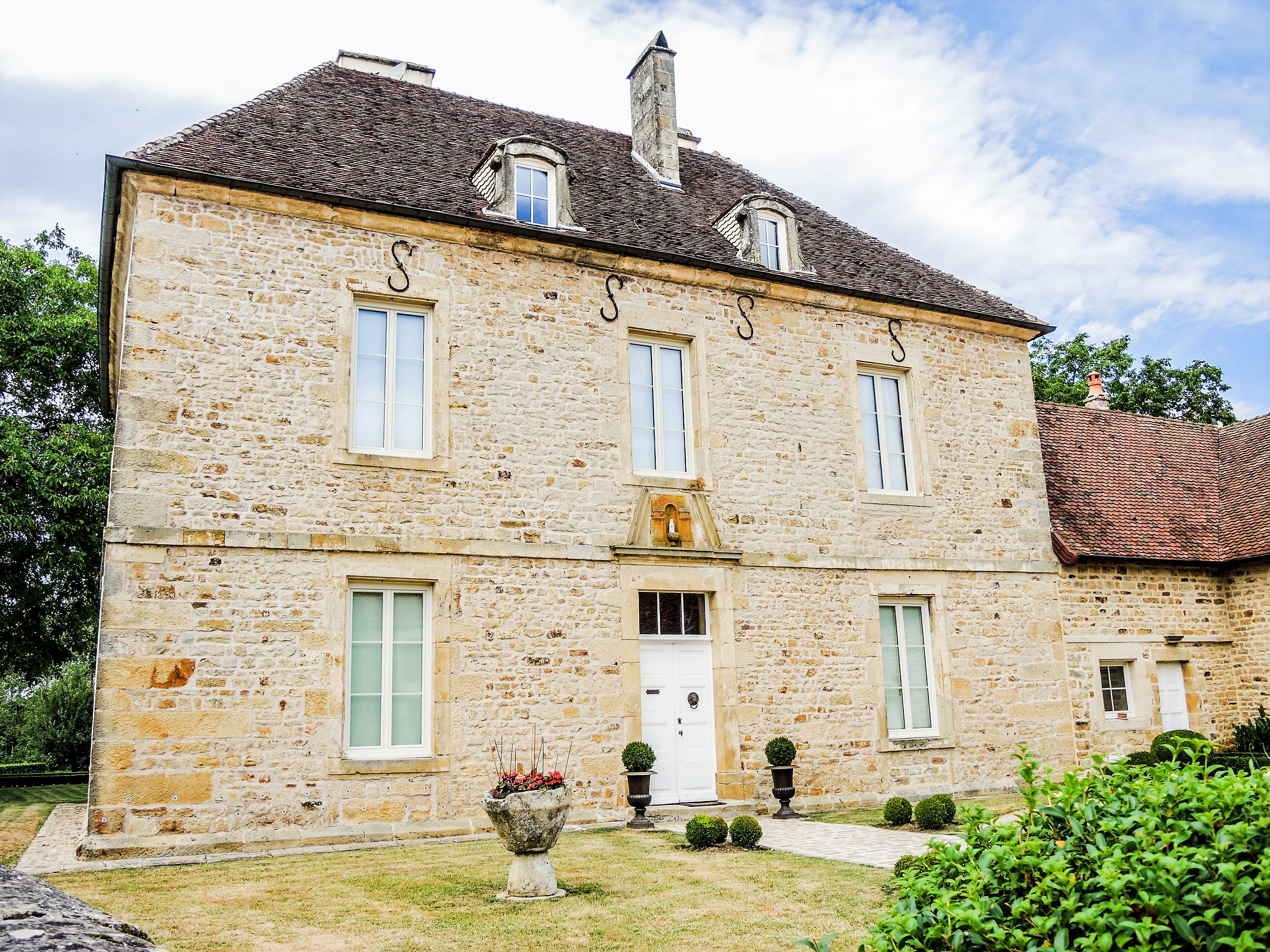
Herrenhaus

## Persönlichkeiten
Am 16. Januar 1813 wurde hier der spätere Erzbischof von Paris Georges Darboy geboren.